# Inalador de pó seco
Um inalador de pó seco ou DPI (do inglês Dry Powder Inhaler) é um dispositivo de administração de medicamentos nos pulmões na forma de um pó seco. Os inaladores são geralmente utilizados em doenças respiratórias como a asma, bronquite, enfisema e doença pulmonar obstrutiva crónica. Os inaladores de pó seco são uma alternativa aos inaladores aerossóis, vulgarmente denominados inaladores dosimetrados.